# Бород
Бород (рум. Borod) — село у повіті Біхор в Румунії. Адміністративний центр комуни Бород.
Село розташоване на відстані 392 км на північний захід від Бухареста, 53 км на схід від Ораді, 78 км на захід від Клуж-Напоки.

## Населення
За даними перепису населення 2002 року у селі проживали 1426 осіб.
Національний склад населення села:
| Національність | Кількість осіб | Відсоток |
| -------------- | -------------- | -------- |
| румуни         | 1275           | 89,4%    |
| цигани         | 102            | 7,2%     |
| словаки        | 28             | 2,0%     |
| угорці         | 17             | 1,2%     |

Рідною мовою назвали:
| Мова      | Кількість осіб | Відсоток |
| --------- | -------------- | -------- |
| румунська | 1343           | 94,2%    |
| циганська | 41             | 2,9%     |
| словацька | 25             | 1,8%     |
| угорська  | 14             | 1,0%     |